# Lamya Kaddor

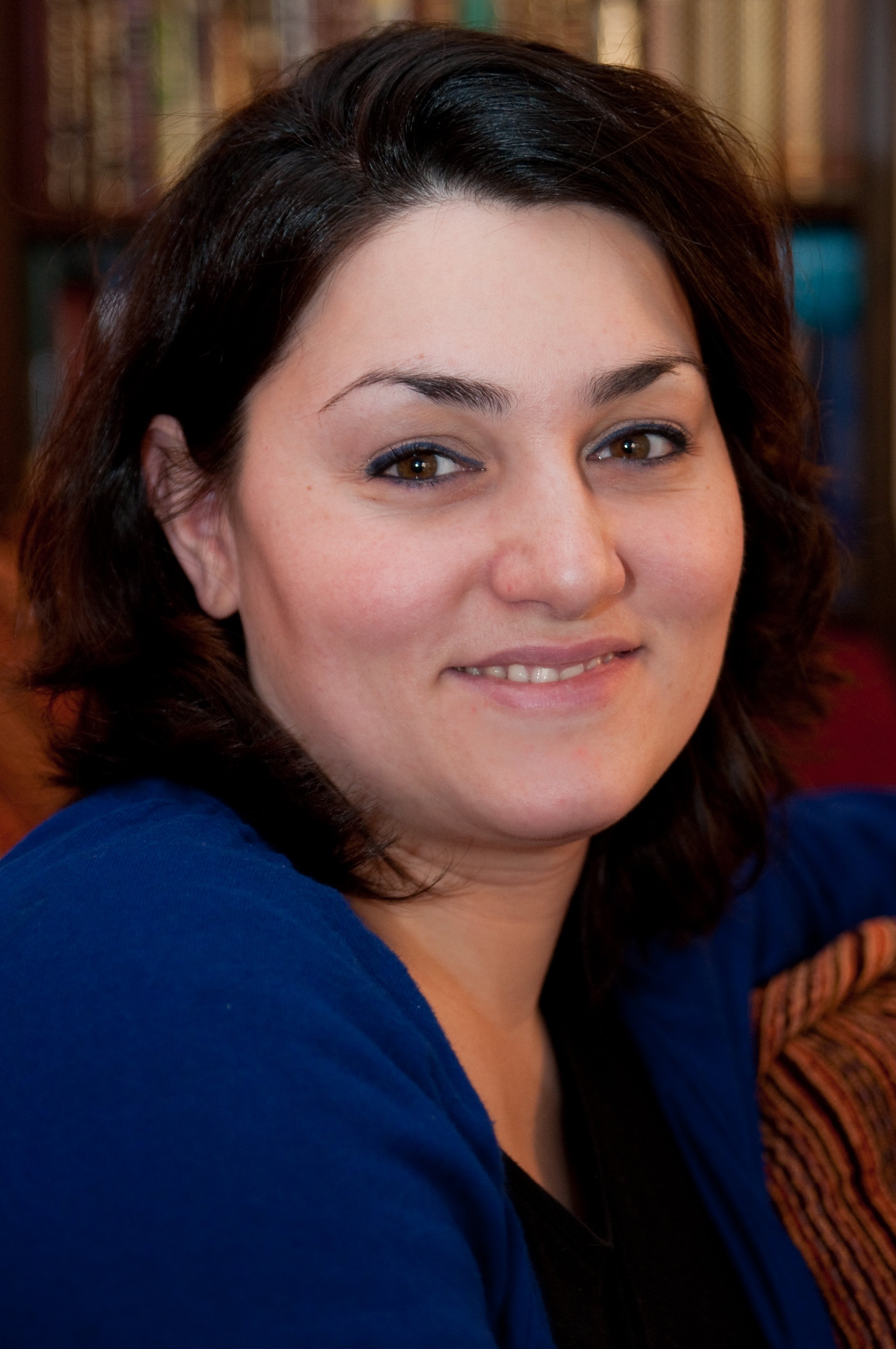
Lamya Kaddor

Lamya Kaddor (Ahlen, 1978) is een Duitse religiepedagoge, islamwetenschapper en auteur van Syrische afkomst. Zij profileert zichzelf als moslima.

## Universitaire carrière
Lamya Kaddor studeerde arabistiek en islamwetenschappen, Pedagogische wetenschappen en comparistiek en promoveerde in de islamitische theologie. Van oktober 2004 tot juli 2007 werkte zij als wetenschappelijk medewerkster aan de enige theologische leerstoel voor de islamitische godsdienst in Duitsland, de Westfälische Wilhelms Universiteit in Münster. Van augustus 2007 tot maart 2008 bekleedde zij op deze universiteit de toen nieuwe leerstoel van islamitische godsdienstpedagogie. Naast Thomas Bauer, de leider van het instituut voor Arabistiek en Islamwetenschappen, heeft Kaddor het Centrum voor Religieuze Studiën waar beide leerstoelen deel van uitmaken, opgebouwd. Vanaf het begin maakte zij deel uit van de leiding van het CRS.
Zij neemt een bemiddelende positie in tussen de seculaire en traditionele moslims. Kaddor zet zich vooral in voor de introductie van islamitisch godsdienstonderwijs in het Duits op openbare scholen.

## Werkzaamheden
Naast haar werk aan de universiteit is Lamya Kaddor docente in het Noordrijn-Westfaalse schoolexperiment „Islamkunde in deutscher Sprache“, dat niet als godsdienstonderwijs in de traditionele betekenis wordt beschouwd. Vanaf het schooljaar 2003/2004 doceerde ze op een basisschool en op de Glückauf-Hauptschule in Dinslaken-Lohberg.
Lamya Kaddor verscheen op 6 juli 2007 op TV in de eerste aflevering van Forum am Freitag bij de ZDF en bleef daar regelmatig te zien. Zoals bij het Wort zum Sonntag van de ARD, biedt het medium televisie de moslims zo ook de mogelijkheid van uit islamitisch perspectief theologische, maatschappelijke en sociale thema’s te bespreken.
Kaddor is deelnemer aan het Integratieforum van de Duitse Bondskanselier Angela Merkel. Van augustus 2007 tot maart 2008 nam zij de honneurs waar van de voorlopige leerstoel voor islamitische godsdienstonderwijs. In samenwerking met de leerstoel voor de islamitische godsdienst (CRS) van de Westfaalse Wilhelms-Universiteit in Münster leidde zij samen met Muhammad Kalisch islamitische godsdienstdocenten op. Daarnaast is zij sinds 2006 in de deelstaat Nedersaksen aangesteld als adviseur voor de islamitisch didactische vervolgopleiding voor leerkrachten van het schoolexperiment, „Islamitisch godsdienstonderwijs“.
Als medeoprichter is Lamya Kaddor voorzitter van de „Verein der Lehrerinnen für Islamkunde in deutscher Sprache in NRW“.
Samen met Rabeya Müller publiceerde ze in 2008 een boek met de titel „Der Koran für Kinder und Erwachsene“. Het boek is door de kunstenaar Karl Schlamminger uit München grafisch geïllustreerd. Het bevat een selectie van Koranverzen in het Arabisch die vertaald worden, van commentaar voorzien en thematisch weergegeven. Kaddors boek doet, zoals ze zelf stelt, een poging jonge mensen en geïnteresseerden een eerste toegang tot het origineel te verschaffen.
Haar keuze geen hoofddoek te dragen verdedigt Lamya Kaddor door te stellen dat de hoofddoek meer dan duizend jaar gold als een bescherming voor de vrouw in de toenmalige maatschappij. In de moderne westerse maatschappij echter is dergelijke bescherming niet langer nodig. Maar dat wil niet zeggen dat de moslima zich niet beschermen moet.
Het gaat Lamya Kaddor om „religieuze kennisoverdracht“ binnen het kader van regulier godsdienstonderwijs op openbare scholen in plaats van het exclusieve “opvoeden tot het geloof” zoals dat in Koranscholen gebeurt. Over het aangeboden onderwijs in veel moskeeën verklaart Kaddor: “In de Koranschool gaat het er voornamelijk om de Koran te reciteren en het kennisnemen van de Arabische spraak en het schrift. In de islamkunde gaat het er meer om de Koran te begrijpen”. Maar over de Koranscholen zegt ze ook: ”Voor ouders is die veel belangrijker. Ze kunnen er dan zeker van zijn dat hun kinderen de oude tradities overnemen. Er wordt ze daar veel meer een besef bijgebracht van de nationaliteit en de cultuur van het land van herkomst. Zoiets gebeurt niet op school.“ Omdat de islam in Duitsland tot nu toe geen erkende religie is in de betekenis van artikel 7 hoofdstuk 3 van de Grondwet, is het godsdienstonderwijs op de Duitse scholen, zoals Kaddor zich dat voorstelt, nog niet mogelijk.
Lamya Kaddor ontving op 8 november 2009 de Aanmoedigingsprijs van de Rotary Clubs. De Prijs werd uitgereikt in de stad Wesel. De Laudatio werd gehouden door Michael Rubinstein, Voorzitter van de Joodse Gemeenschap in Duisburg, Mülheim/Ruhr, en Oberhausen.
Het door Kaddor ontworpen en samen met Rabeya Müller en Prof. Harry Harun Behr gepubliceerde schoolboek, "Saphir 5/6" is op de Frankfurter Buchmesse de ereprijs van het BEST EUROPEAN SCHOOLBOOK AWARD 2009 toegekend.
Als motivatie gold: Geconstateerd is dat “Saphir” de islam op begrijpbare en duidelijke wijze presenteert: dat de thema’s verband leggen met de dagelijkse realiteit van jonge mensen in Duitsland en aangeeft hoe om te gaan met andere religies. Het boek is op 27 augustus 2008 als eerste Duitstalige schoolboek voor islamkunde op openbare scholen verschenen. Het is ook het eerste schoolboek dat door het Duitse Ministerie van Cultuur en Onderwijs is toegelaten. Sinds dat schooljaar wordt het boek gebruikt in Noordrijn-Westfalen, Beieren, Nedersaksen en Bremen.
Het boek wordt uitgegeven door Kösel-Verlag in München. Eerst verscheen de uitgave voor de klassen 5 en 6, later volgden de uitgaven voor de daaropvolgende klassen. Een groot aantal pedagogen en islamgeleerden hebben aan het boek meegewerkt, dat naast de teksten verrijkt is met vele afbeeldingen, grafieken, foto’s en kalligrafieën.
Het boek heeft tot veel aandacht in de media geleid, zowel door de landelijke staatsmedia als de commerciële zenders en ook in talrijke tijdschriften en nationale en regionale kranten.

## Publicaties
- Thomas Bauer, Lamya Kaddor, Katja Strobel (Hrsg.): Islamischer Religionsunterricht – Hintergründe, Probleme, Perspektiven. Veröffentlichungen des Centrums für Religiöse Studien Münster, Band 1. Lit, Münster 2004, ISBN 3-8258-7097-9.
- Zur Notwendigkeit islamischen Religionsunterrichts. Erfahrungen aus dem Schulversuch „Islamische Unterweisung als eigenständiges Fach in deutscher Sprache“ in Dinslaken-Lohberg (NRW). In: Heimatpflege in Westfalen. 18, Bund, Münster 2005. ISSN 0933-6346
- Frieden und Friedenserziehung aus islamischer Sicht. In: Internationale Friedensschule Köln (Hrsg.): Erziehung zum Frieden – Beiträge zum Dialog der Kulturen und Religionen in der Schule. Internationale Friedenspädagogik, Band 1. Lit, Münster 2007, ISBN 978-3-8258-9985-1.
- Lamya Kaddor, Bernd Mussinghoff, Thomas Bauer (Hrsg.): Zukunft der Religion in Europa. Veröffentlichungen des Centrums für Religiöse Studien Münster, Band 5. Lit, Münster 2007, ISBN 978-3-8258-8510-6. Darin: Bernd Mussinghoff und Lamya Kaddor: Einleitung zur Zukunft der Religion in Europa.
- Islamischer Religionsunterricht und Islamkunde an deutschen Schulen. Goethe-Institut, 2007.
- Wie kann Integration von muslimischen Jugendlichen gelingen? In: Kongressdokumentation Stuttgarter Impulse zur kulturellen Vielfalt. Differenzieren statt Pauschalisieren. Forum der Kulturen Stuttgart e.V. 2007.
- Lamya Kaddor (Hrsg.): Islamische Erziehungs- und Bildungslehre. Veröffentlichungen des Centrums für Religiöse Studien Münster, Band 8. Lit, Münster 2008, ISBN 978-3-8258-1236-2. Darin: Lamya Kaddor: Der Alltag von muslimischen Jugendlichen zwischen Moderne und Religion.
- Lamya Kaddor, Rabeya Müller, Harry Harun Behr (Hrsg.): SAPHIR. Religionsbuch für junge Musliminnen und Muslime. Kösel, München 2008, ISBN 978-3-466-50782-5.
- Lamya Kaddor und Rabeya Müller (Übersetzter und Bearbeiter): Der Koran für Kinder und Erwachsene. Beck, München 2008, ISBN 978-3-406-57222-7.